# هاب (کالیفرنیا)
هاب (به انگلیسی: Hub) یک منطقهٔ مسکونی در ایالات متحده آمریکا است که در شهرستان کینگز، کالیفرنیا واقع شده‌است. هاب ۷۱ متر بالاتر از سطح دریا واقع شده‌است.